# Newton Sucupira
Newton Lins Buarque Sucupira (Porto Calvo, 9 de maio de 1920 — Rio de Janeiro, 26 de agosto de 2007) foi um professor, filósofo e advogado brasileiro, professor emérito da Universidade Federal do Rio de Janeiro (UFRJ). Foi secretário de Educação Superior do Ministério da Educação e membro do Conselho Nacional de Educação.

## Carreira
É conhecido como pai da pós-graduação no país, pois o marco legal que possibilitou o crescimento da pós-graduação no Brasil foi conhecido como Parecer Sucupira, uma alusão ao seu relator.
- Em 2001 escreveu o livro Tobias Barreto e Filosofia Alemã, pelo qual recebeu o Prêmio da Academia Brasileira de Letras de Ensaio Público.
- Em 2004 publicou o livro Engenho Bangüê e recebeu o título de Professor Emérito da Universidade Gama Filho.
- Em 2006 recebeu o Prêmio Anísio Teixeira da Coordenação de Aperfeiçoamento de Pessoal de Nível Superior do Ministério da Educação (Capes/MEC), em reconhecimento ao trabalho realizado.

A Plataforma Sucupira foi assim nomeada em sua homenagem.